# Arrondissement de Gamadji Saré
L'arrondissement de Gamadji Saré est l'un des arrondissements du Sénégal. Il est situé dans le département de Podor et la région de Saint-Louis, dans le nord du pays.
Il compte trois communautés rurales :
- Communauté rurale de Gamadji Saré
- Communauté rurale de Dodel
- Communauté rurale de Guédé Village

Son chef-lieu est Gamadji Saré.